# Fujiwara no Kiyosuke

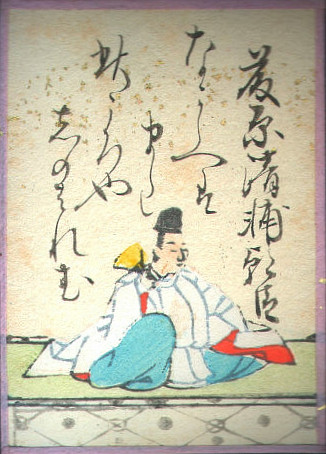
Fiktive Darstellung des Fujiwara no Kiyosuke auf einer Uta-Garuta-Spielkarte, Ende 19. Jahrhundert

Fujiwara no Kiyosuke (jap. 藤原 清輔, ursprünglicher Name: Takanaga (隆長); * 1104; † 17. Juli 1177) war ein japanischer Waka-Dichter.

## Leben
Fujiwara no Kiyosuke war Beamter am Hofe der japanischen Kaiser. Bekannt wurde er vor allem durch seine Dispute mit seinem Vater Fujiwara no Akisuke während der Erstellung der Waka-Anthologie Shika-wakashū, für die dieser verantwortlich war. Sie ist neben anderem in Fujiwara no Kiyosukes Anekdotensammlung Fukuro-zōshi überliefert. Weiterhin verfasste er Abhandlungen über Dichtkunst, darunter Ōgi Shō (奥義抄, um 1140), Fukuro-zōshi (袋草紙, um 1157), Waka shōgaku shō und Waka ichiji shō (和歌一字抄). Eines seiner eigenen Gedichte fand Aufnahme in die Sammlung Ogura Hyakunin Isshu, mehrere hundert finden sich in verschiedenen kaiserlichen Sammlungen.